# Dmitri Menxov
Dmitri Ievguénievitx Menxov va ser un matemàtic soviètic.

## Vida i Obra
El pare de Menxov era metge i la seva mare procedia d'una família noble (els Tatísxev). En morir el seu pare el 1904, la mare es va dedicar a donar classes de francès. Menxov va fer els estudis secundaris a Moscou, on ja es va manifestar la seva facilitat per les matemàtiques, tot i que ell va estar més interessat en l'estudi de les llengües, especialment el llatí l'alemany i l'armeni. En acabar l'escolarització el 1911, va ingressar a l'escola d'enginyers, però el 1912, interessant-se més per les matemàtiques pures, va entrar a la universitat de Moscou on va ser deixeble de Dmitri Iegórov i de Nikolai Luzin. A partir de 1914 va participar en el seminari de matemàtiques d'aquest últim (conegut com el Luzitània). El 1916 va obtenir el doctorat amb una tesi sobre sèries trigonomètriques.
L'any 1918, enmig de la guerra civil, mor la seva mare i es trasllada a Ivànovo però, al mateix temps, és nomenat professor a la universitat de Nijni-Nóvgorod. El 1920 torna a Ivànovo per donar classes al Politècnic de la ciutat on també s'hi troba Luzin. El 1922 va tornar a Moscou com a professor de l'Institut Forestal, però també donava classes a la universitat de Moscou, de la qual va ser professor titular des del 1927 fins a la seva mort el 1988. A partir de 1941 i fins a 1979 va ser cap del departament de teoria de funcions (succeint a Ivan Privalov) i, a més, va col·laborar amb l'Institut Steklov de Matemàtiques. Durant els anys 30's va intentar defensar sense èxit el seu mestre, Luzin, de les purgues estalinistes.
L'obra de Menxov va ser bàsicament en teoria de les funcions. És especialment recordat pel teorema de Rademacher-Menxov que estableix la condició suficient per a que una sèrie de funcions ortogonals sigui convergent.